# Arycanda fulviradiata
Arycanda fulviradiata är en fjärilsart som beskrevs av W. Warren 1906. Arycanda fulviradiata ingår i släktet Arycanda och familjen mätare. Inga underarter finns listade i Catalogue of Life.